# Keuschheitskommission

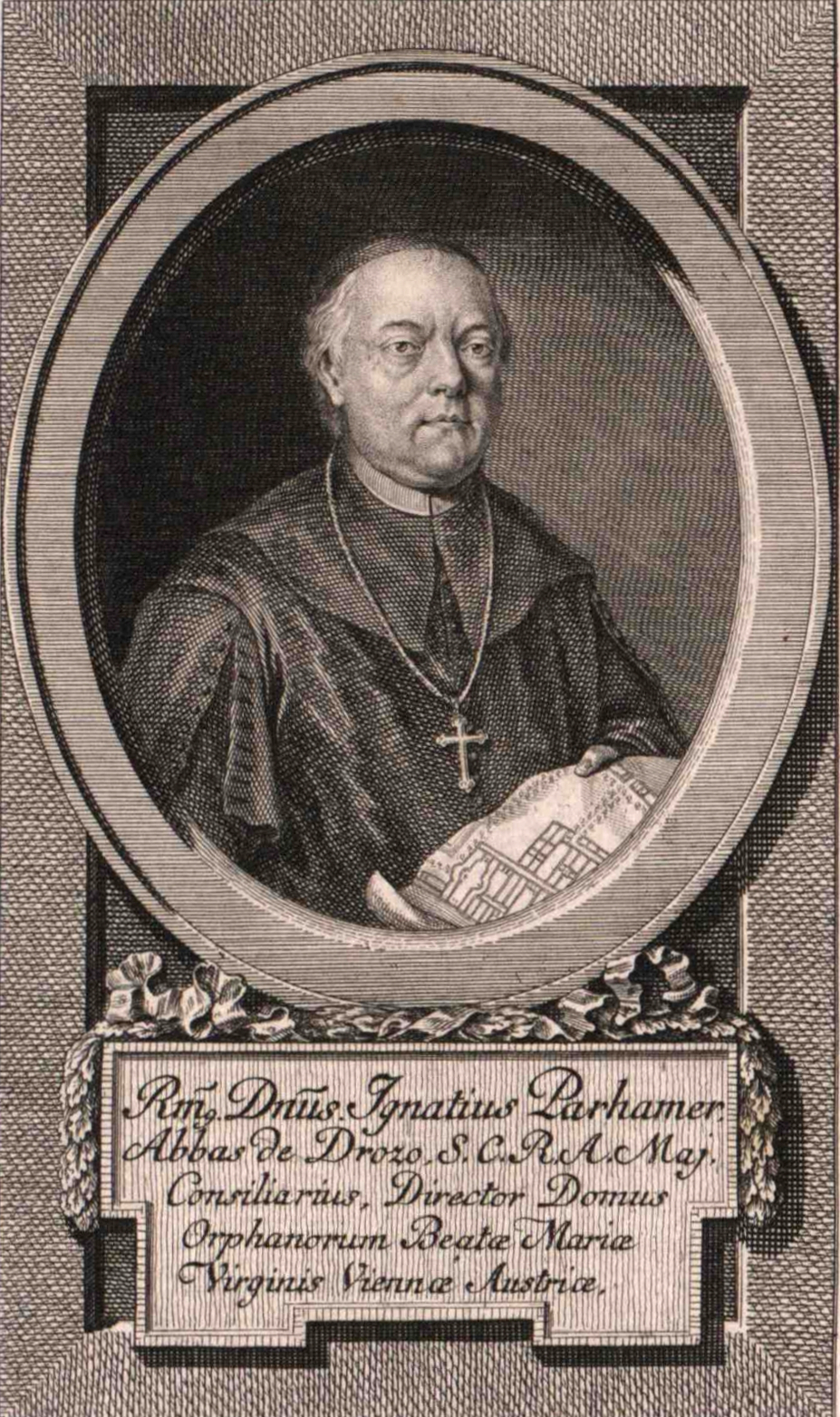
Ignaz Parhamer, erster Praeses der Keuschheitskommission von 1752 bis 1753

Die Keuschheitskommission, oder auch das Keuschheitsgericht beziehungsweise Zuchtgericht, war ein von 1752 bis Anfang des 19. Jahrhunderts in Wien bestehender Zweig der Gerichtsbarkeit, der Prostitution, außerehelichen Geschlechtsverkehr, anstößiges Verhalten und Homosexualität bestrafte und zensierte. Intention der Kommission war die Hebung von Sittlichkeit und Glaube sowie die Vermeidung von Kindstötungen.

## Ziele und Organisation

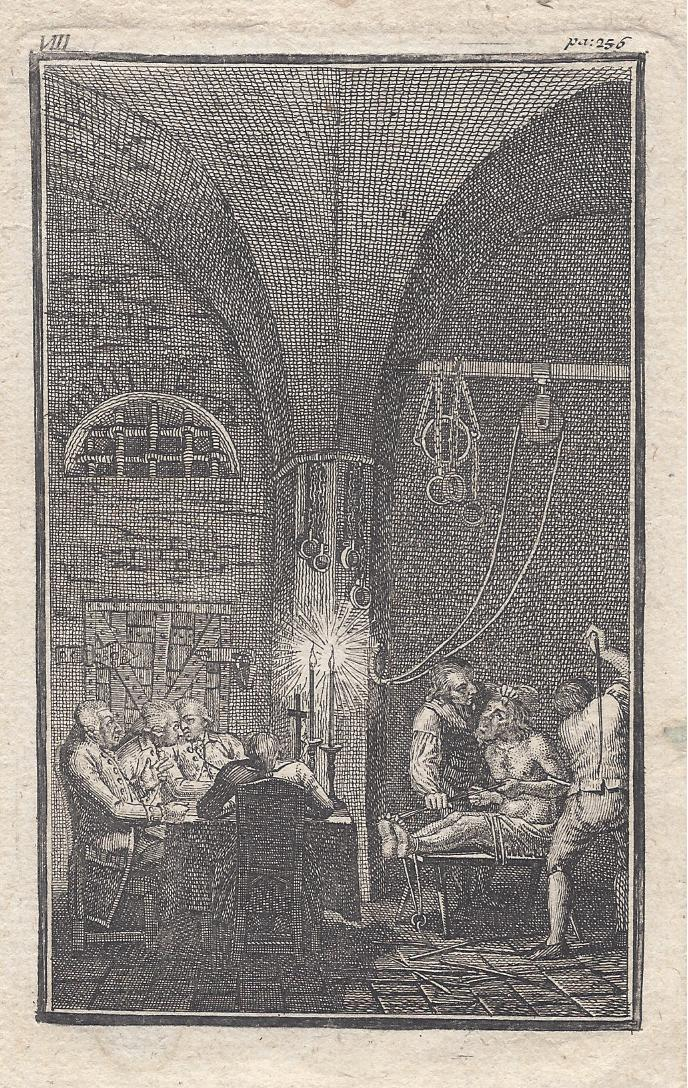
Johann Michael Mettenleiter: Die Untersuchungs-Kommission

Kaiserin Maria Theresia errichtete nach ihrer Thronbesteigung eigene Gerichtsbarkeiten zur Hebung von Sittlichkeit und Glauben parallel zu den Haugwitz-Reformen. Die Einrichtung eines Keuschheitsgerichtes beruhte auf lokalen Traditionen. Bereits Ferdinand I. hatte 1560 unter dem Einfluss der Jesuiten Keuschheitskommissionen eingesetzt. Auch in Reichsstädten, darunter Hamburg, Nürnberg und Straßburg, gab es Sittengerichte.
Die Keuschheitskommission wurde mit Edikt von 12. Februar 1752 als eigene Hofkommission eingerichtet. Den mit eigenen Richtern besetzten Gerichten arbeiteten Keuschheitskommissare, von denen es nach Casanova 500 gab, zu. Sie hatten weitreichende Befugnisse, einschließlich des Zutrittes zu Privathäusern und Wohnungen und stützten sich auf zahlreiche Denunzianten und Spitzel.
Zum ersten Präsidenten der Keuschheitskommission wurde der Jesuit Ignaz Parhamer ernannt. Im Mai 1753 wurde die Keuschheitskommission in die Repräsentation und Kammer in Österreich nieder der Enns unter ihrem neuen Präsidenten Heinrich Wilhelm von Haugwitz inkorporiert. Ab 1759 wurde sie von den Statthaltern von Niederösterreich geleitet. Graf Franz Ferdinand von Schrattenbach (1707–1785) amtierte von 1759 bis 1770. Ihm folgte Christian August Graf von Seilern von 1770 bis 1779. Der Statthalter war dem Staatskanzler Wenzel Anton von Kaunitz unterstellt.
Die in einem großen Raum im Wiener Justizpalast aufbewahrten Akten der Keuschheitskommission gingen im Juli 1927 beim Wiener Justizpalastbrand verloren. Die Aktivitäten der Kommission und ihrer Ausführenden lassen sich heute daher nur mehr durch literarische Behandlungen, Tagebucheinträge, Memoiren und zeitgenössische Satiren nachvollziehen.
Hauptleidtragende waren die Wiener Prostituierten, deren Zahl im theresianischen Wien auf 10.000 geschätzt wird. Bei Schädigung des Freiers oder seiner Ansteckung mit Geschlechtskrankheiten drohten Abschneiden der Haare und von Ohren, Teerung des Kopfes, Auspeitschungen vor der nächsten Kirche oder im schlimmsten Fall und bei Rückfall die Deportation ins Banat mit den sogenannten Temeswarer Wasserschüben. Bürger und Bürgersöhne wurden, sofern sie nicht durch Bestechungen davonkamen, in der Regel zu Geldstrafen verurteilt. Mit aller Härte bis hin zur Todesstrafe ging die Kommission gegen Ehebrecher, Sodomiten, Homosexuelle und religionsüberschreitenden Sexualverkehr vor. Wiederholt wird die Keuschheitskommission in den zeitgenössischen Quellen als Zensurstelle benannt. Betroffen waren Tänzerinnen wie Santina Zanuzzi, Choreografen wie Noverre und Tilly sowie Charles Hyam, der guttrainierte Sohn des Kunstreiters und Schaustellers Hyam, genannt Hyam der jüngere.
Ambulante Theatercompanien wurden systematisch überwacht und immer wieder abgeschoben.
Ein weiterer überwachter Wiener Fokus war der Prater. Auf Anordnung der Keuschheitskommission wurde der Buschbestand in der Umgebung so weit ausgedünnt, dass Übersicht für eine Schar von Aufpassern bestand. Nach Johann Kaspar Riesbeck wurden dort ertappte ledige Liebespaare vor die Keuschheitskommission geladen und bei Überführung zur Ehe gezwungen. Mit dieser Maßnahme sollten Kindstötungen vermieden werden.
In Folge der Verhandlung zum Donnerbrunnen ließ die Keuschheitskommission dessen Skulpturen aufgrund ihrer anstößigen Nacktheit 1773 entfernen. Sie wurden erst 1802 wieder aufgestellt.

## Sitz der Keuschheitskommission
Mit der Eingliederung in die Repräsentation und Kammer unter der Enns wurde die Keuschheitskommission vom Sitz des Präsidenten oder Statthalters im Palais Niederösterreich aus geführt. Nach den Protokollen der Josepha Amprukin fanden die Inhaftierung, das Verhör, die gynäkologischen Untersuchungen, die Züchtigung und der abschließende Verweis in der Schranne am Hohen Markt 10–12 statt. Das bestätigt die Annahme Alfreth von Arneths, dass das Keuschheitsgericht ein Zweig der allgemeinen Wiener Gerichtsbarkeit war. Der Kupferstich „Die Züchtlinge in Wien, welche zum Gassenkehren verurteilt worden sind“ aus dem Jahr 1782 von C. Schütz zeigt unter Berücksichtigung einer zahlenmäßig übertriebenen Klientel ein realistisches Bild des Tribunals und seiner Zusammensetzung.

## Casanova in Wien
Sehr aufschlussreich sind die Kapitel in Giacomo Casanovas Memoiren zu seinen Wien-Aufenthalten. Der Venezianer wurde bereits 1753 beim ersten Wildpinkeln überrascht und von einem Keuschheitskommissar mit Rundperücke auf die Ordnungswidrigkeit hingewiesen. Am 23. Januar 1767 wurde Casanova von Graf Schrattenbach vorgeladen und mit grober Herablassung aus Wien ausgewiesen. Graf Kaunitz, an den sich Casanova gewandt hatte, bewilligte lediglich einen Aufschub um wenige Tage. In seinen Memoiren resümierte Casanova: „Schändliche Spione, die man Keuschheitskommissare nannte, waren die unerbittlichen Quälgeister aller hübschen Mädchen; die Kaiserin hatte alle Tugenden, nicht aber die Duldsamkeit, wenn es sich um unerlaubte Liebe zwischen Mann und Frau handelte“ und „Wenn auch nach den Wahrheiten unserer Religion die große Maria Theresia in das eingeht, was man Ewigkeit oder jenseitiges Leben nennt, muß sie verdammt werden; und das auch dann, wenn sie keine andere Sünde begangen hat, als auf tausenderlei Weise die armen Mädchen zu verfolgen, die aus ihren Reizen Nutzen ziehen.“

## Affäre Schulenburg-Esterhazy
Die Grundhaltung der Kaiserin Maria Theresia trat insbesondere in der Affäre Schulenburg-Esterhazy zu Tage. Ferdinand Ludwig Graf Schulenburg-Oeynhausen hatte eine von der Kaiserin gestiftete Ehe des Hochadels durch eine Entführung und Schwängerung torpediert. Auf persönliche Intervention der Kaiserin wurde der Graf 1775 zum Tod verurteilt. Durch Verwendung des Ehemannes wurde das Todesurteil doch noch in eine Deportation umgewandelt.

## Der Kriminalprozess Zalheimb
In den Akten des Zalheimb-Prozesses von 1786 haben sich die Verhörprotokolle der Keuschheitskommission zu den Verhaftungen des Opfers Josepha Amprukin aus den Jahren 1769, 1770 und 1772 erhalten. Sie sind als Anhang B der Publikation des Prozesses beigefügt.

## Nachfolgen und Ende
Zum Ende der Keuschheitskommission finden sich unterschiedliche Angaben, die Zeitpunkte zwischen 1769 und 1802 nennen. Der letzte Temeswarer Wasserschub erfolgte Ende 1768. Danach erfolgte der Schub der Prostituierten nur noch vor die Tore. Kaiser Joseph II. hob die meisten theresianischen Sittengesetze auf und begrenzte so den Einfluss und die Strafgebung der Keuschheitskommission. Erst Franz II. soll die Sondergerichtsbarkeit der Keuschheitskommission nach 50-jährigem Bestehen Anfang des 19. Jahrhunderts endgültig abgeschafft haben.
Eduard Nusser kam 1863 in seiner Abhandlung über die Problematik der Prostitution in Wien zum rückblickenden Schluss: „Es ist eine historische Thatsache, daß diese Einrichtung ihren Zweck völlig verfehlte; sie stiftete Familienunglück aller Art, sie beförderte nur die allgemeine Unsittlichkeit, indem sie öffentlichen Skandal erregte, die raffinirtesten Intriguen erzeugte und das weibliche Geschlecht den Wünschen der Männer nur noch geneigter machte!“